# Forsterina vultuosa
Forsterina vultuosa là một loài nhện trong họ Desidae.
Loài này thuộc chi Forsterina. Forsterina vultuosa được miêu tả năm 1908 bởi Eugène Simon.